# Vincenzo Fabrizi
Vincenzo Fabrizi (1764? Neapol – okolo 1812?) byl italský operní skladatel, převážně žánru opera buffa.

## Život
O životě Vincenza Fabrizia není mnoho známo, snad i pro jeho časté cesty po Itálii i Evropě. Narodil se v Neapoli a studoval pod vedením Giacoma Tritta. Jeho první opera-intermezzo I tre gobbi rivali byla uvedena v době karnevalu v neapolském divadle Teatro dei Fiorentini v roce 1783. V roce 1786 byl jmenován kapelníkem (maestro di cappella) na římské univerzitě. Později se stal v Římě ředitelem divadla Teatro Capranica.
V následujících letech cestoval po Evropě. Navštívil Drážďany, Lisabon, Londýn a Madrid. Komponoval vesměs komické opery žánru opera buffa. Stejně jako Wolfgang Amadeus Mozart, Giuseppe Gazzaniga, Francesco Gardi a další skladatelé zkomponoval vlastní verzi života a smrti Dona Juana, která měla pod názvem Il convitato di pietra ossia il Don Giovanni premiéru v roce 1787 v římském divadle Teatro Valle.
Po roce 1788 se skladatelsky odmlčel. Zemřel po roce 1812. Místo úmrtí není známé.

## Dílo
- I tre gobbi rivali (intermezzo, libreto Carlo Goldoni, 1783, Neapol, Teatro dei Fiorentini)
- La necessità non ha legge (opera buffa, 1784, Bologna)
- I due castellani burlati (opera buffa, libreto Filippo Livigni, 1785, Bologna)
- La sposa invisibile (intermezzo, 1786, Řím, Teatro Capranica)
- La contessa di Novara (opera buffa, libreto Giovanni Bertati, 1786, Benátky, Teatro San Moisè)
- L'amore per interesse (opera buffa, libreto Giovanni Bertati, 1786, Parma, Teatro Ducale di Parma)
- Chi la fa l'aspetti ossia I puntigli di gelosia (opera buffa, libreto Filippo Livigni, 1786, Florencie, Teatro della Pallacorda di Firenze)
- La nobiltà villana (opera buffa, 1787, Řím, Teatro Capranica)
- Gli amanti trappolieri (opera buffa, libreto Giuseppe Palomba, 1787, Neapol)
- Il convitato di pietra ossia il Don Giovanni (opera buffa, libreto Giovanni Battista Lorenzi, 1787, Řím, Teatro Valle)
- Il viaggiatore sfortunato in amore (dramma giocoso, libreto Bellani, 1787, Řím, Teatro Valle)
- La tempesta ossia Da un disordine ne nasce un ordine (1788 Řím, Teatro Capranica)
- Il caffè di Barcellona (opera buffa, 1788, Barcelona)
- Il Colombo e La scoperata delle Indie (farsa per musica, 1788, Řím, Teatro Capranica)
- L'incontro per accidente ossia Il maestro di cappella (opera buffa, libreto Giovanni Maria Diodati, 1788, Neapol, Teatro del Fondo)
- Impresario in rovina (dramma giocoso, libreto Antonio Piazza, 1797, Casale Monferrato)